# Liste der Biografien/Kof
Liste der Biografien |
Portal Biografien |
Personensuche
# |
A |
B |
C |
D |
E |
F |
G |
H |
I |
J |
K |
L |
M |
N |
O |
P |
Q |
R |
S |
T |
U |
V |
W |
X |
Y |
Z |
?
 
Ka |
Kb |
Kc |
Kd |
Ke |
Kf |
Kg |
Kh |
Ki |
Kj |
Kl |
Km |
Kn |
Ko |
Kp |
Kr |
Ks |
Kt |
Ku |
Kv |
Kw |
Ky |
Kx |
Kz
 
Koa |
Kob |
Koc |
Kod |
Koe |
Kof |
Kog |
Koh |
Koi |
Koj |
Kok |
Kol |
Kom |
Kon |
Koo |
Kop |
Kor |
Kos |
Kot |
Kou |
Kov |
Kow |
Kox |
Koy |
Koz
Die Liste der Biografien führt alle Personen auf, die in der deutschsprachigen Wikipedia einen Artikel haben. Dieses ist eine Teilliste mit 127 Einträgen von Personen, deren Namen mit den Buchstaben „Kof“ beginnt.

## Kof

### Kofa
- Kofane, Christian (* 2006), kamerunischer Fußballspieler

### Kofb
- Kofbinger, Anja (* 1960), deutsche Politikerin (Bündnis 90/Die Grünen), MdA

### Kofe
- Kofe, Simon, tuvaluischer Politiker
- Köfeler, Michael (* 1990), österreichischer Eishockeyspieler
- Köfer, Andreas (* 1949), deutscher Kameramann
- Köfer, Daniel (* 1973), deutscher politischer Beamter (CDU)
- Köfer, Gerhard (* 1961), österreichischer Politiker (SPÖ, Team Stronach), Landtagsabgeordneter, Abgeordneter zum Nationalrat
- Köfer, Heike, deutsche Sängerin und Schauspielerin
- Köfer, Herbert (1921–2021), deutscher Schauspieler, Moderator, Hörspiel- und SynchronsprecherHerbert Köfer (1921–2021)

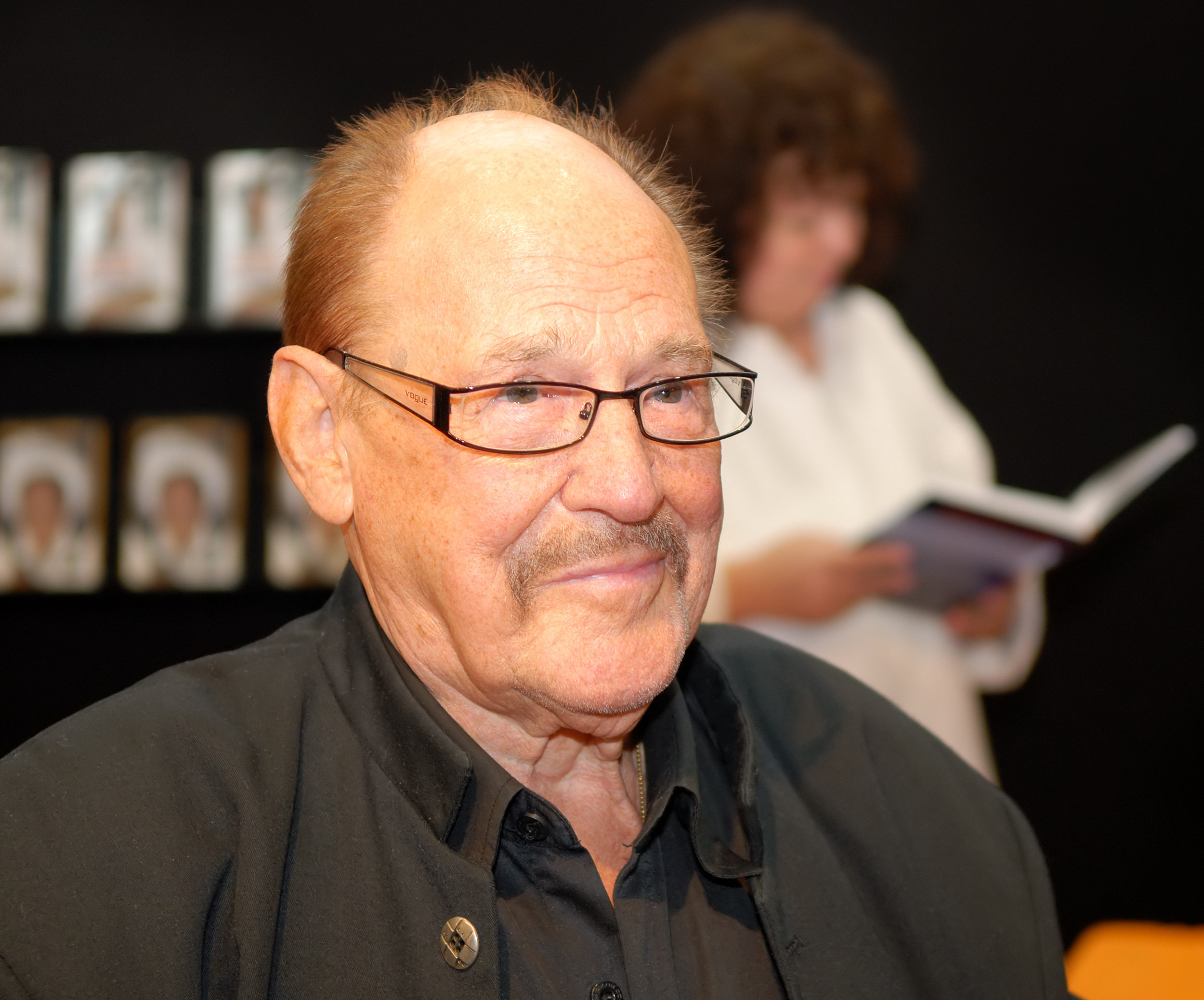
Herbert Köfer (1921–2021)

- Köfer, Mirjam (* 1973), deutsche Schauspielerin

### Koff
- Koff, Clea (* 1972), US-amerikanische forensische Anthropologin und Autorin
- Koff, David (1939–2014), US-amerikanischer Filmemacher, Autor und sozialer Aktivist
- Koff, Eva (* 1973), estnische Schriftstellerin, Kinderbuchautorin und Übersetzerin
- Koff, Indrek (* 1975), estnischer Schriftsteller und Übersetzer
- Koffa, Ekaterini (* 1969), griechische Sprinterin
- Koffán, Károly (1909–1985), ungarischer Künstler und Fotograf
- Koffee (* 2000), jamaikanische Reggae-Sängerin, Songwriterin, Rapperin, DJ und Gitarristin
- Koffer-Ullrich, Editha (1904–1990), österreichische Geigerin und Musiktherapeutin
- Koffi Ben, David (* 1989), kamerunischer Fußballspieler
- Koffi Koffi, Lazare (* 1958), ivorischer Politiker
- Koffi Oi Koffi, Jean-Jacques (* 1962), ivorischer römisch-katholischer Geistlicher, Erzbischof von Gagnoa
- Koffi, Hervé (* 1996), burkinischer Fußballspieler
- Koffi, Hua Wilfried (* 1987), ivorischer Sprinter
- Koffi, Kevin (* 1986), ivorisch-italienischer Fußballspieler
- Koffi, Mohamed (* 1986), burkinischer Fußballspieler
- Koffie, Gershon (* 1991), ghanaischer Fußballspieler
- Koffigoh, Joseph Kokou (* 1948), togoischer Politiker, Premierminister von Togo
- Köffiller, Johann Leopold (1743–1814), österreichischer Unternehmer
- Koffka, Else (1901–1994), deutsche Juristin, Richterin am Bundesgerichtshof
- Koffka, Friedrich (1888–1951), deutscher Jurist und Schriftsteller
- Koffka, Kurt (1886–1941), deutscher Psychologe
- Koffka, Mira (* 1886), deutsche Übersetzerin
- Koffke, Leticia, deutsches Fotomodell und Schönheitskönigin
- Koffler, Dosio (1892–1955), österreichischer Schriftsteller, Drehbuchautor, Filmarchitekt und Filmregisseur
- Koffler, Hanno (* 1980), deutscher Schauspieler und MusikerHanno Koffler (* 1980)

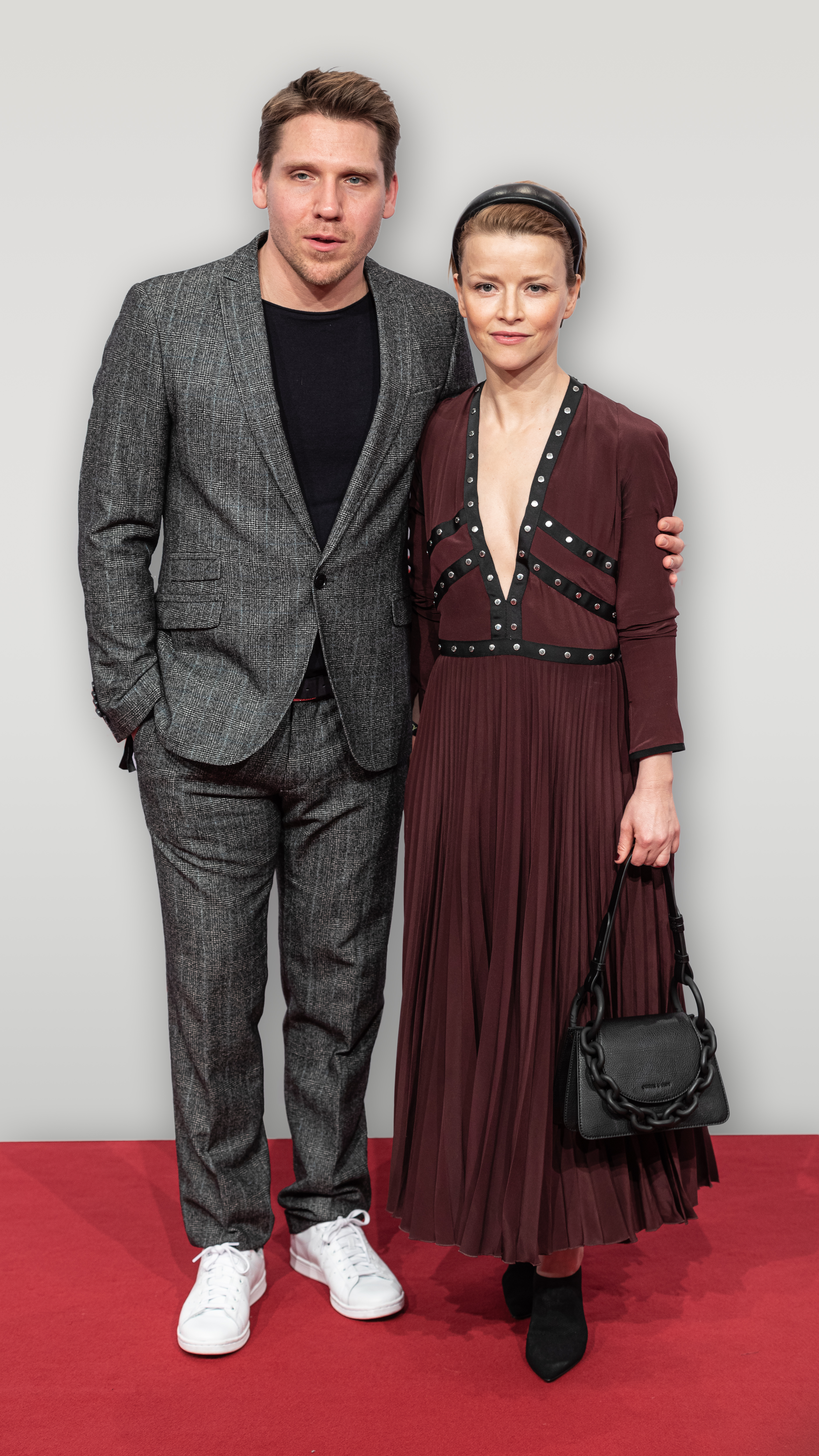
Hanno Koffler (* 1980)

- Koffler, Józef (1896–1944), polnischer Komponist und Hochschullehrer
- Koffler, Jürgen (* 1960), deutscher Sprinter
- Koffler, Max (* 1978), deutscher Musiker
- Koffler, Pamela, US-amerikanische Filmproduzentin
- Köffler, Wernfried (* 1942), österreichischer Diplomat und Autor
- Koffman, Moe (1928–2001), kanadischer Jazzmusiker
- Koffmann, Sapir (1965–2017), israelisches Model
- Koffsky, Vincenz († 1488), polnischer Alchemist

### Kofi
- Kofi, Tony (* 1966), britischer Jazzmusiker
- Kofidis, Matthaios (1855–1921), osmanischer Unternehmer und Politiker pontosgriechischer Herkunft
- Kofie, Shota (* 2006), japanischer Fußballspieler
- Kofink, Hansjörg (* 1936), deutscher Sportpädagoge, Leichtathletiktrainer und Dopingbekämpfer
- Kofink, Sigrun (1935–2015), deutsche Kugelstoßerin

### Kofl
- Kofler, Adelheid (1889–1985), österreichische Mineralogin und Chemikerin
- Kofler, Alex (* 1978), italienischer Hörfunkredakteur und Journalist
- Kofler, Alexander (* 1986), österreichischer Fußballspieler
- Kofler, Alois (* 1950), italienischer Politiker (Südtirol)
- Kofler, Andreas (* 1978), italienischer Architekt-Urbanist, Autor und Kurator
- Kofler, Andreas (* 1984), österreichischer Skispringer
- Kofler, Andreas (* 2004), österreichischer Motorradrennfahrer
- Kofler, Anton (1855–1943), österreichischer Politiker (DnP), Abgeordneter zum Nationalrat
- Kofler, Astrid (* 1965), italienische Journalistin, Filmemacherin und Schriftstellerin (Südtirol)
- Kofler, Bärbel (* 1967), deutsche Politikerin (SPD), MdBBärbel Kofler (* 1967)

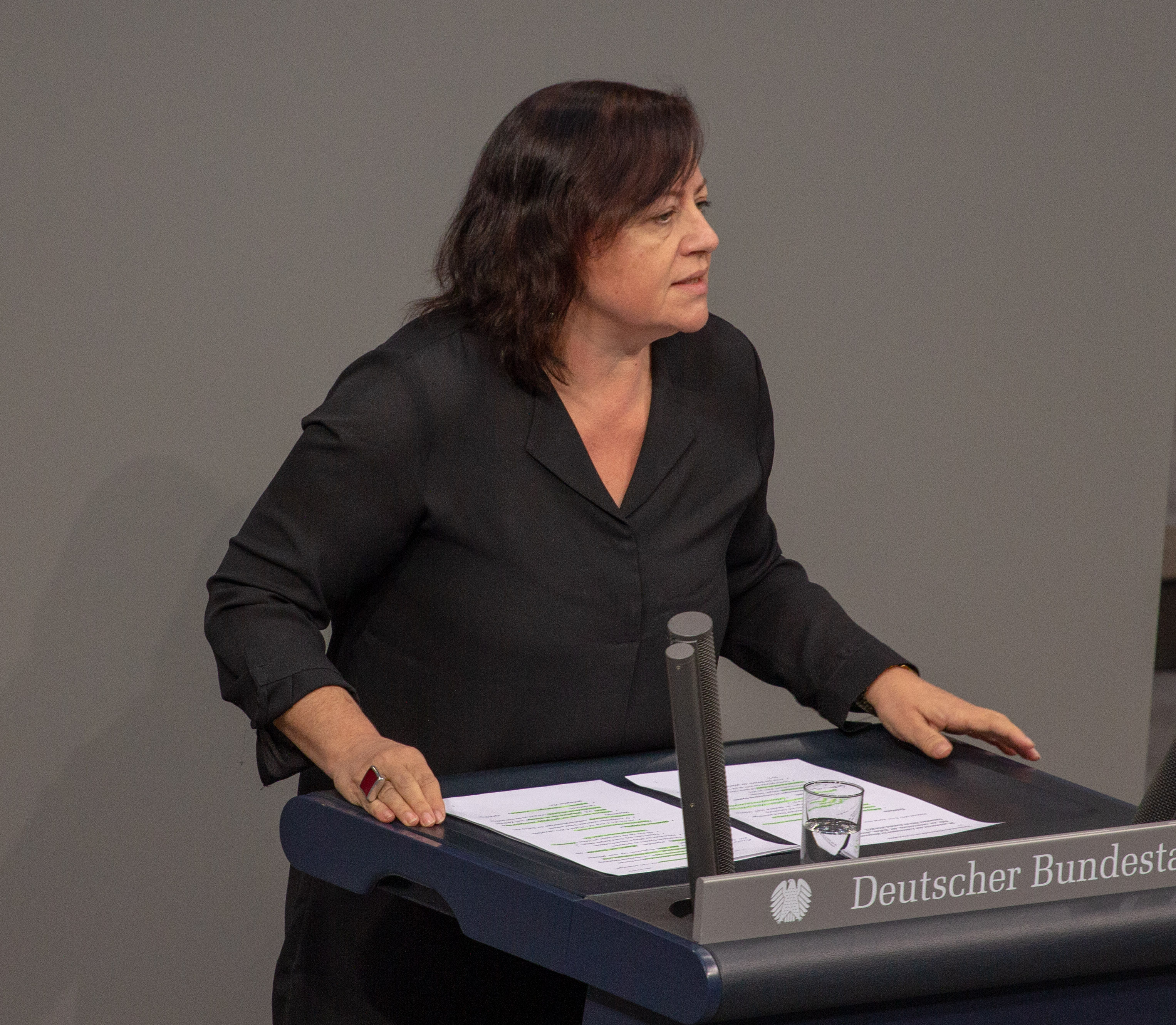
Bärbel Kofler (* 1967)

- Kofler, Bernd (* 1964), österreichischer Gitarrist, Komponist und Sachbuchautor
- Kofler, Betty (1868–1933), österreichische Opernsängerin (Mezzosopran)
- Kofler, David (1922–2012), erster deutscher Schulamtsleiter Südtirols
- Kofler, Edward (1911–2007), polnisch-schweizerischer Mathematiker
- Kofler, Elias (* 2000), österreichischer Handballspieler
- Kofler, Erich (1916–1994), italienischer Schriftsteller und Heimatkundler
- Kofler, Friedrich (1830–1910), deutscher Archäologe
- Kofler, Friedrich (* 1949), österreichischer Politiker
- Kofler, Gabriel (* 2005), österreichischer Handballspieler
- Kofler, Georg (* 1957), italienischer Manager (Südtirol)Georg Kofler (* 1957)

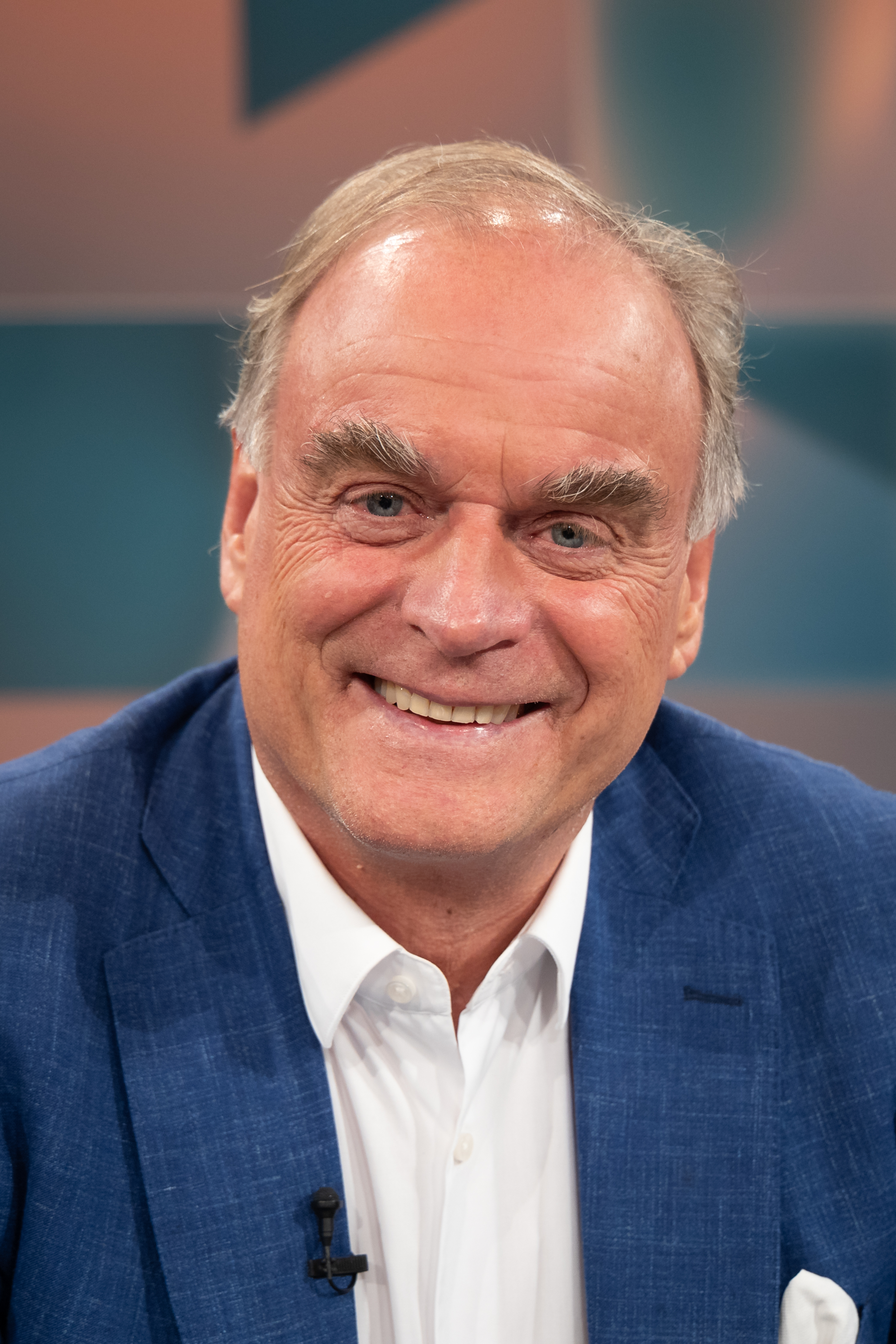
Georg Kofler (* 1957)

- Kofler, Georg (* 1977), österreichischer Rechtswissenschaftler
- Kofler, Gerhard (1949–2005), italienischer Schriftsteller (Südtirol)
- Kofler, Gudrun (* 1983), italienisch-österreichische Politikerin (FPÖ)
- Kofler, Hans (1896–1947), österreichischer Arabist und Semitist
- Kofler, Heinrich (* 1930), österreichischer Politiker (ÖVP), Landtagsabgeordneter zum Vorarlberger Landtag
- Kofler, Herbert (1949–2019), österreichischer Wirtschaftswissenschaftler
- Kofler, Johann (1838–1906), österreichischer Politiker, Landtagsabgeordneter, Bürgermeister von Sterzing
- Kofler, Karl Gustav (1866–1924), bayerischer Staatsminister der Finanzen
- Kofler, Klaus (* 1981), italienischer Rennrodler
- Kofler, Klaus Peter (* 1964), deutscher Gastronom
- Kofler, Klemens (* 1964), österreichischer Politiker (FPÖ)
- Kofler, Lea (* 2000), österreichische Handballspielerin
- Kofler, Leo (1827–1908), österreichischer Organist und Gesangslehrer
- Kofler, Leo (1907–1995), deutscher Philosoph
- Kofler, Ludwig (1891–1951), österreichischer Pharmakologe und Erfinder
- Kofler, Manuel (* 1980), deutscher Eishockeyspieler und -trainer
- Kofler, Marco (* 1989), österreichischer Fußballspieler
- Köfler, Marco (* 1990), österreichischer Fußballspieler
- Kofler, Maria, österreichische Solokünstlerin und Multiinstrumentalistin
- Kofler, Matthias (* 1981), österreichischer Schauspieler
- Kofler, Maximilian (* 2000), österreichischer Motorradrennfahrer
- Kofler, Michael (* 1967), österreichischer Autor von EDV-Büchern
- Kofler, Michael Martin (* 1966), österreichischer Flötist
- Kofler, Michaela (* 1977), österreichische Skirennläuferin
- Kofler, Peter (* 1979), italienischer Organist und Cembalist
- Kofler, Peter Joseph (1700–1764), Bürgermeister von Wien
- Kofler, Raphael (* 2005), italienischer FußballspielerRaphael Kofler (* 2005)

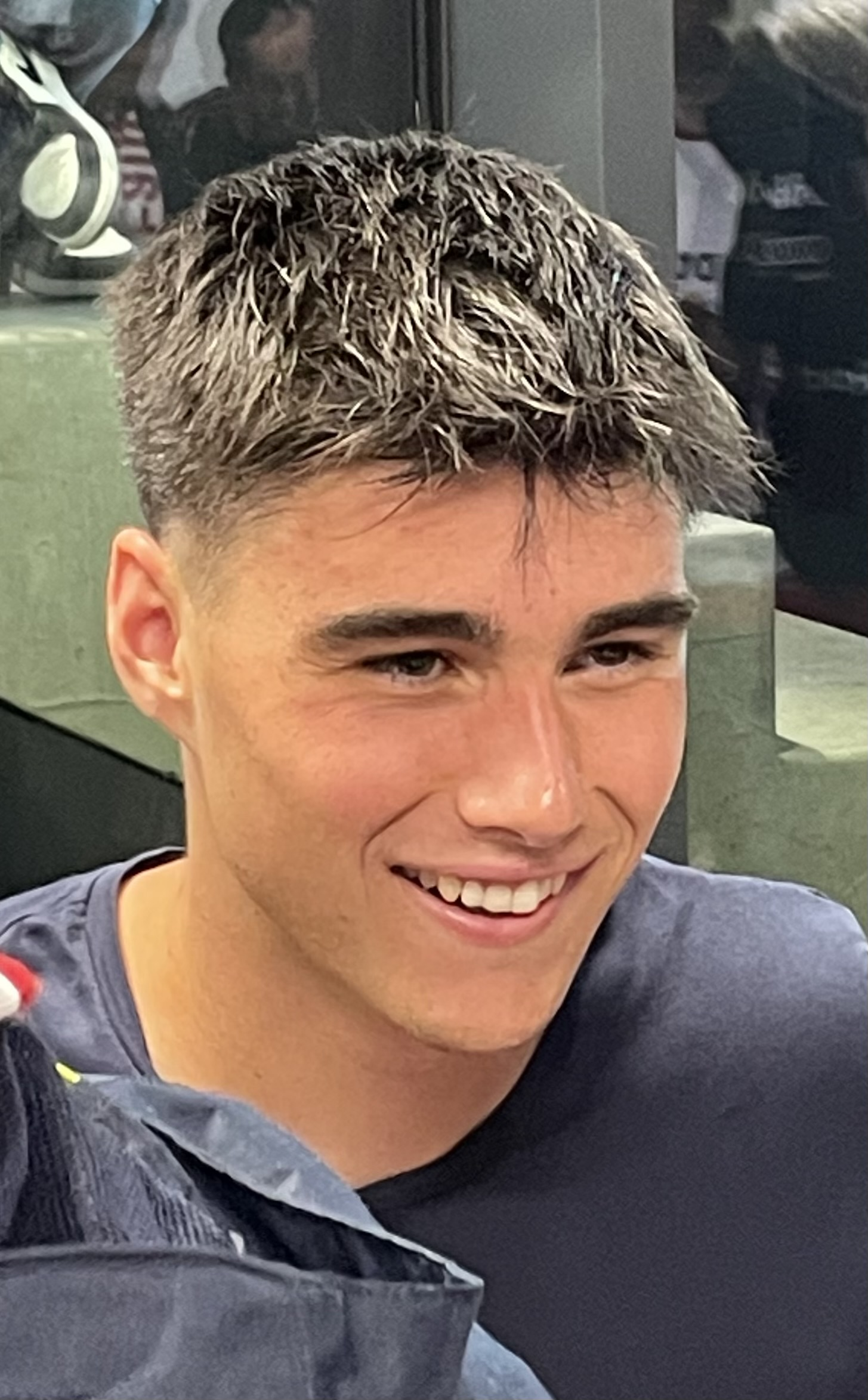
Raphael Kofler (* 2005)

- Kofler, Robert, deutscher Handballspieler
- Kofler, Thomas (* 1998), österreichischer Fußballspieler
- Kofler, Tina (1872–1935), österreichische Malerin und Zeichnerin
- Kofler, Ulrike (* 1974), österreichische Filmeditorin, Filmregisseurin und Drehbuchautorin
- Kofler, Walter (* 1945), österreichischer Sozialmediziner
- Kofler, Werner (1947–2011), österreichischer Schriftsteller
- Kofler, Wilhelmine (1802–1866), Bozner Wohltäterin
- Kofler, Wolfgang (* 1970), italienischer Altphilologe
- Kofler-Engl, Waltraud (* 1959), italienische Kunsthistorikerin und Denkmalpflegerin (Südtirol)
- Kofler-Truniger, Ernst (1903–1990), Schweizer Kaufmann, Kunstsammler und Händler

### Kofm
- Kofman, Alex (1949–1999), ukrainisch-amerikanischer Jazzmusiker
- Kofman, Alexander Igorewitsch (* 1977), ukrainischer Politiker
- Kofman, Roman (* 1936), ukrainischer Dirigent
- Kofman, Sarah (1934–1994), französische Philosophin
- Kofmehl, Damaris (* 1970), Schweizer Autorin
- Kofmehl, Matthias (* 1953), Schweizer Hornist und Hochschullehrer
- Kofmel, Anja (* 1982), Schweizer Regisseurin

### Kofn
- Kofner, Jürgen (1948–2008), deutscher Basketballfunktionär
- Kofner, Stefan (* 1964), deutscher Hochschullehrer

### Kofo
- Kofod Ancher, Peder (1710–1788), dänischer Jurist
- Kofod, Jeppe (* 1974), dänischer Politiker (Socialdemokraterne), Mitglied des Folketing
- Kofod, Peter (* 1990), dänischer Politiker, MdEP
- Kofod-Svendsen, Flemming (* 1944), dänischer Politiker der Kristeligt Folkeparti
- Kofoed, Elisabeth Drewes (1877–1948), dänische Künstlerin und Porzellanmalerin
- Kofoed, Jens (1628–1691), Widerstandskämpfer
- Kofoed, Rasmus (* 1974), dänischer KochRasmus Kofoed (* 1974)

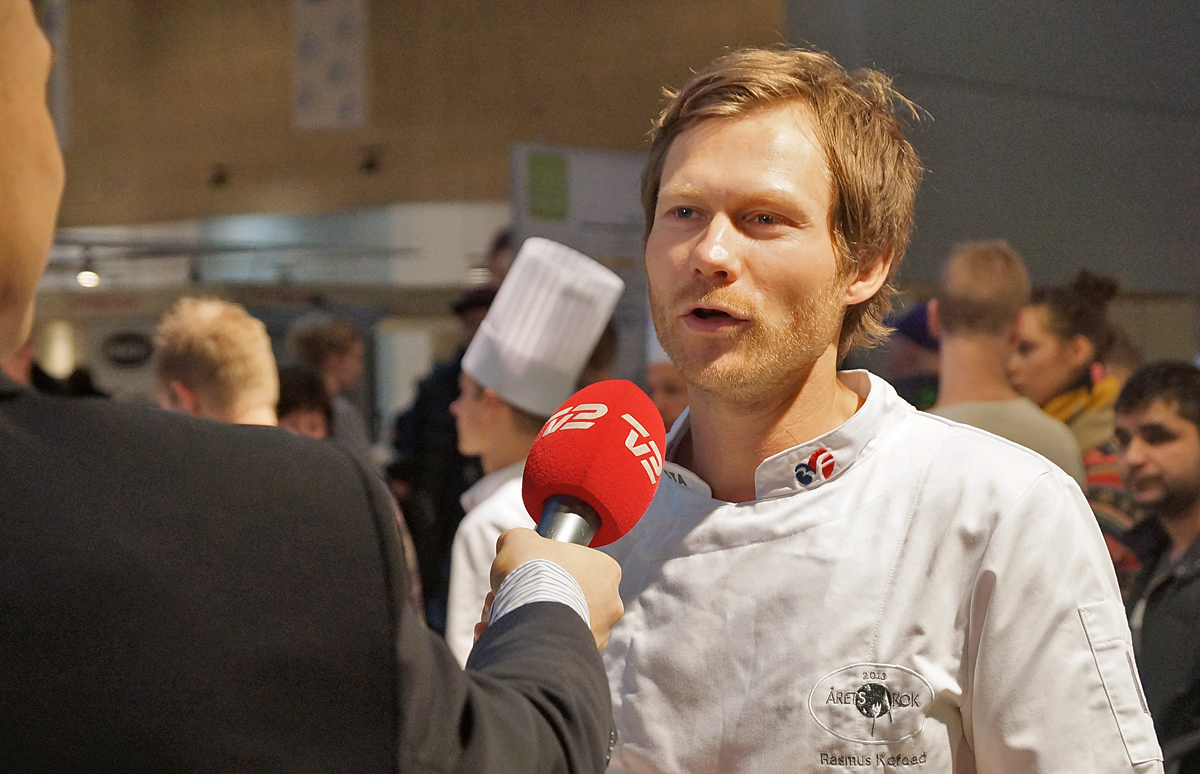
Rasmus Kofoed (* 1974)

- Kofoed, Seana (* 1970), US-amerikanische Schauspielerin
- Kofoed, Vitus (* 1982), dänisch-grönländischer Fußballspieler
- Kofoed-Hansen, Hans Peter (1813–1893), dänischer Geistlicher und Autor
- Kofoed-Hansen, Otto (1921–1990), dänischer Physiker
- Koford, Carl B. (1915–1979), US-amerikanischer Biologe

### Koft
- Kofta, Jonasz (1942–1988), polnischer Musiker